# Clan criminel Fiorini
La Famille Fiorini (Clan Fiorini) est une organisation mafieuse originaire de Casal di Principe, dans la province de Caserte, en Italie.
Elle fait partie des 7 familles composant le Clan des Casalesi (clan parmi les organisations criminelles les plus puissantes et influentes dans le monde avec environ 150 à 160 dirigeants et 8 000 à 9 000 membres et formant une structure particulière au sein de la Camorra).
Cette famille est à la tête de la branche financière de la Camorra.

## Présentation
Le Clan Fiorini est entièrement spécialisé dans la criminalité en col blanc.
Il est surnommé « Lavanderia » car il blanchirait l'argent de nombreuses organisations criminelles mondiales.
Le Clan est notamment connu pour le rachat de la SASEA Holding, au Vatican, et de sa mise en faillite, à la suite d'un détournement de plus de 3,2 milliards de francs suisses,; pour la création de la Seychelles International Bank avec l'aide de Florio Fiorini, et de Giancarlo Paretti,, aboutissant à l'une des plus retentissantes arnaques de la finance internationale où le clan aurait détourné plus de 15 milliards d' euros au Crédit lyonnais.
Il est également connu pour son assistance apportée à la CIA lors de la création du groupe paramilitaire Opération 40 (avec le concours de Frank Fiorini), groupe ayant pour mission d'empêcher la prolifération des idées communistes dans les pays voisins des États-Unis.
Le Clan Fiorini est souvent considéré comme intouchable du fait de ses liens étroits avec le Vatican, la loge P2 et la CIA.